# Klaus Schickert
Valerius Hermann Klaus Schickert (* 23. Mai 1909 in Königsberg (Ostpreußen); † nach 1945) war ein deutscher Historiker und Autor rassistisch-antisemitischer Schriften zur „Judenfrage“ im nationalsozialistischen Sinn.

## Leben
Schickert war Schüler des Münchner Historikers Karl Alexander von Müller. Zum 15. Deutschen Studententag in Königsberg im Juli 1932 war Schickert Vorstandsmitglied des Deutschen Studententages. Nach der „Machtergreifung“ der Nationalsozialisten beendete er sein Studium bei Müller und wurde 1937 mit der Dissertationsschrift Die Judenfrage in Ungarn. Jüdische Assimilation und antisemitische Bewegung im 19. und 20. Jahrhundert zum Dr. phil. promoviert. Die Judenfrage in Ungarn wurde noch 1937 als Band 1 der Reihe „Die Juden im Leben der Völker. Schriften zur Judenfrage der Gegenwart“ vom Institut zum Studium der Judenfrage des Reichsministeriums für Volksaufklärung und Propaganda in der Essener Verlagsanstalt veröffentlicht. Schickert stellte darin unter anderem die Behauptung auf, der Antisemitismus sei in Ungarn entstanden.
Von 1937 bis 1941 war Schickert Mitarbeiter im Deutschen Nachrichtenbüro in Bukarest.
Am 27. März 1941 trat Schickert als Redner anlässlich der Eröffnung des Instituts zur Erforschung der Judenfrage in Frankfurt am Main auf. Dieses „Institut“ war von Alfred Rosenberg als Außenstelle der auf Befehl Hitlers zu errichtenden Hohen Schule der NSDAP konzipiert worden. Am 28. Oktober 1943 wurde Schickert von Rosenberg, in Nachfolge von Wilhelm Grau, zum kommissarischen Leiter des Instituts ernannt (ordentlicher Leiter ab 1. September 1944) Er übernahm außerdem von Peter-Heinz Seraphim die Schriftleitung des dazugehörigen Organs Der Weltkampf im Hoheneichen-Verlag.
Schickerts Dissertationsschrift, Die Judenfrage in Ungarn erschien 1943 in der 2. überarbeiteten Auflage (mit einem neuen Kapitel über die antijüdischen Maßnahmen in Ungarn seit 1938, die Schickert nicht weit genug gingen) und wurde aus diesem Anlass von Franz Ronneberger im Weltkampf rezensiert. Diese zweite Auflage wurde von der „Antisemitischen Aktion“ des Reichsministeriums für Volksaufklärung und Propaganda gefördert.
Spätestens Ende März 1943 plante Schickert eine Anthologie-Reihe antisemitischer Aufsätze unter dem Titel Quellen und Darstellungen zur Geschichte der antijüdischen Bewegung, für die u. a. Fritz Zschaeck eine Bibliographie der Schriften Wilhelm Marrs zusammenstellte; Herwig Hartner-Hnizdo überwachte die Arbeiten an einer neuen Ausgabe des Handbuchs zur Judenfrage.
Günther Franz beauftragte zudem Peter Aldag und Heinz Ballensiefen mit dem Verfassen von Beiträgen zu dieser Reihe.
Mitte Februar 1944 wurde Schickert Mitglied in der von Horst Wagner geleiteten „Antijüdischen Auslandsaktion“ des Auswärtigen Amts, um den Holocaust zu forcieren. Im Auftrag des Auswärtigen Amtes reiste Schickert zwischen März und April 1944 nach Südosteuropa und traf dort mit lokalen Antisemiten und deutschen Judenreferenten zusammen. Schickert traf auch mehrmals Zoltán Bosnyák, den Leiter des von Heinz Ballensiefen ins Leben gerufenen „Ungarischen Instituts zur Erforschung der Judenfrage“ (ung. Zsidókérdést Kutató Magyar Intézet), dessen Schriften Schickert bereits in seiner Dissertation erwähnt hatte. Schickert war mit Bosnyák auch an der Vorbereitung des von Alfred Rosenberg geplanten, antijüdischen Kongresses beteiligt, der im Sommer 1944 in Krakau hatte stattfinden sollen, was aber durch den Kriegsverlauf nicht mehr realisiert werden konnte, wobei er mit Hans Hagemeyer in Konflikt geriet.
Mitte 1944 elaborierte Schickert noch einmal sein Verständnis des Begriffs „Judenfrage“ im Kontext von Propaganda, Politik und Wissenschaft anhand der Leitfrage „Gibt es so etwas wie eine wissenschaftliche Behandlung der Judenfrage?“ und schrieb darauf als Antwort:
„Um diese Frage zu beantworten, grenzen wir unseren Arbeitsbereich gegen Politik einerseits, Propaganda andererseits ab.
 Der Politiker löst die Judenfrage mit den Mitteln, die ihm zu Gebote stehen. Der Propagandist klärt auf: Was heißt ‚Judenfrage‘, warum muß sie gelöst werden, aus welchen Gründen geht die Staatsführung ihren Weg? Der Wissenschaftler hingegen hat unmittelbar weder mit politischen noch mit propagandistischen Aktionen zu tun. Wohl aber mittelbar: Die Politik kann sich der Einsichten bedienen, die die Wissenschaft erarbeitet und wird ihrerseits Aufgaben stellen, deren wissenschaftliche Bewältigung Sache der ›Fachleute‹ ist. Was dem Volke durch die Kunst der Propaganda klargemacht wird, war einmal Gegenstand der Forschung. Eine gute Propaganda richtet sich danach aus, ob etwas bewiesen ist – oder sie steht auf schwachen Füßen. Wissenschaft ist nicht Propaganda, aber sie liefert den Stoff, die sichere Grundlage, die Waffen.“
Des Weiteren plante Schickert für Anfang 1945 die Veröffentlichung eines von Elisabeth Frenzel verfassten Lexikons der Juden auf dem Theater, das als Band 1 der Reihe „Veröffentlichungen des Instituts der NSDAP zur Erforschung der Judenfrage“ erscheinen sollte. Als Band 2 war bereits 1940 der einzige Band der Reihe, das Lexikon der Juden in der Musik, erschienen, zu dem Schickert selber Namen ungarischer Juden beigesteuert hatte. Der ursprüngliche Band 1, ein Talmud-Lexikon von Johannes Pohl, erschien – ebenso wie Frenzels Lexikon – jedoch nie.
In der Nachkriegszeit arbeitete Schickert als Geschäftsführer in Köln. Seine Dissertationsschrift wurde in der Sowjetischen Besatzungszone auf die Liste der auszusondernden Literatur gesetzt.

## Veröffentlichungen (Auswahl)
- Die Judenemanzipation in Südosteuropa und ihr Ende. In: Der Weltkampf. Verlag der Hohen Schule der NSDAP, 1941, S. 30–42; Manuskript, 16 S.: Bundesarchiv NS 15/357.
- Die Judenfrage in Ungarn. Jüdische Assimilation und antisemitische Bewegung. Essener Verlagsanstalt, Essen 1937, wieder 1943.
- Ungarn’s Judenfrage als wirtschaftliches und geistiges Problem. In: Deutsche Volksgruppe in Rumänien (Hrsg.): Volk im Osten, Hermannstadt, Mai/Juni 1943, S. 41–52
- Die Erforschung der Judenfrage im Südostraum. In: Der Weltkampf: Die Judenfrage in Geschichte und Gegenwart, Heft 1, Januar–April 1944, S. 1–8.
- Sinn und Unsinn auf dem Wege zur politischen Universität. In: Der deutsche Student. Zeitschrift der Deutschen Studentenschaft. Schriftleitung Gerhard Schröder (CDU), Breslau 1933 (August), S. 21–26.